# Camberley (Nouvelle-Zélande)
Camberley est une banlieue de la ville de Hastings City, dans la région de Hawke's Bay dans l’île du Nord de la Nouvelle-Zélande.

## Histoire
Les terres fertiles furent ajoutées aux limites de la cité de Hastings en 1957 pour répondre à un manque d’espaces dans la ville.

## Éducation
- L’école de Camberley School est un établissement public, mixte, qui assure le primaire[2] avec un effectif de 9  élèves en mars 2020[3].
- L’école de « Heretaunga Intermediate » est un établissement public, mixte, de type intermédiaire[4],[5] avec un effectif de 361 élèves en mars 2020[6].